# 塔糖山 (巴西)

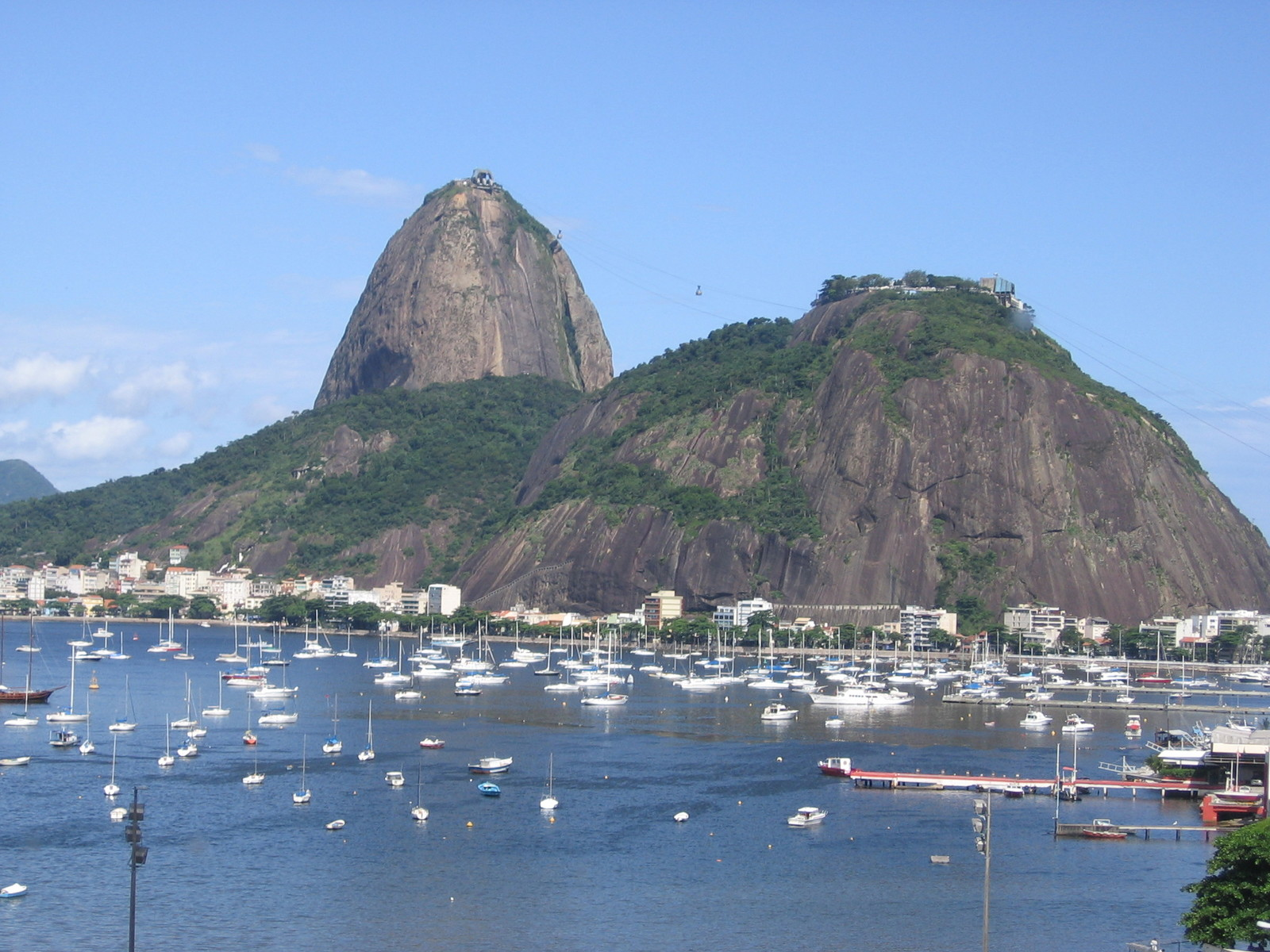
塔糖山

塔糖山（葡萄牙語：Pão de Açúcar）是一座位於巴西里約熱內盧市瓜纳巴拉湾中一座海拔1299英呎的山峰，為里約熱內盧的重要地標，經常被拿來和里約熱內盧基督像並列。塔糖山之所以名為塔糖山，據說是早期先民們依它外型酷似一塊塔糖（一種粗糖經提純後形成的錐形糖柱，為十九世紀晚期方糖發明前糖的主要儲存方式）的形狀而得名。
西元1912年，第一条通往山頂的缆车线自塔糖山山麓的红色海滩（Praia Vermelha）启用，由山脚至山顶分两个阶段，第一站是塔糖山脚的乌尔卡山（Morro da Urca）。第一座电缆车由德國製造，共服役了六十年，直到西元1972年才被较大型的缆车所取代。而现在旅客搭乘的纜車是義大利制造，容量可达七十五人并可提供三百六十度的视角。

## 外部連結
- 官方网站（葡萄牙語、英語、西班牙語）